# 七国
七国（ななくに）は東京都八王子市の地名。現行行政町名は七国一丁目から七国六丁目。住居表示実施済み区域。郵便番号は192-0919（八王子南郵便局管区）。

## 地理
八王子市南部に造成されている八王子ニュータウン（みなみ野シティ）の一区域で、ニュータウンの南部に当たる。西は大船町、北はみなみ野、東は兵衛・宇津貫町、南は町田市相原町と接する。

## 歴史

### 地名の由来
大船町の小字に由来する。南の町田市との境にある七国峠に名前が残る。

### 沿革
- 1999年（平成11年）1月30日 - 住居表示実施のため宇津貫町の一部がみなみ野四丁目、七国六丁目として分立[5]。
- 2000年（平成12年）2月5日 - 住居表示実施のため宇津貫町の一部がみなみ野三・四丁目、七国六丁目として分立[5]。
- 2001年（平成13年）2月3日 - 住居表示実施のため宇津貫町の一部がみなみ野二・三・四丁目、七国六丁目として分立[5]。
- 2002年（平成14年）2月2日 - 住居表示実施のため宇津貫町の一部がみなみ野三丁目、七国二・五・六丁目として分立[5]。
- 2003年（平成15年）2月8日 - 住居表示実施のため宇津貫町の一部がみなみ野二・四丁目、七国六丁目として分立[5]。
- 2004年（平成16年）1月31日 - 住居表示実施のため宇津貫町・大船町の一部がみなみ野四丁目、七国五丁目として分立[5]。
- 2004年（平成16年）12月4日 - 住居表示実施のた大船町の一部が七国四丁目として分立[5]。
- 2005年（平成17年）10月8日 - 住居表示実施のため宇津貫町の一部が七国一・二丁目として分立[5]。
- 2006年（平成18年）12月16日 - 住居表示実施のため宇津貫町の一部が七国三・六丁目として分立[5]。

## 世帯数と人口
2021年（令和3年）2月31日現在の世帯数と人口は以下の通りである。
| 丁目       | 世帯数    | 人口     |
| ---------- | --------- | -------- |
| 七国一丁目 | 470世帯   | 959人    |
| 七国二丁目 | 505世帯   | 1,356人  |
| 七国三丁目 | 578世帯   | 1,995人  |
| 七国四丁目 | 692世帯   | 2,316人  |
| 七国五丁目 | 689世帯   | 2,246人  |
| 七国六丁目 | 736世帯   | 2,068人  |
| 計         | 3,670世帯 | 10,940人 |

## 小・中学校の学区
市立小・中学校に通う場合、学区は以下の通りとなる。
| 丁目       | 番地     | 小学校                       | 中学校                   |
| ---------- | -------- | ---------------------------- | ------------------------ |
| 七国一丁目 | 全域     | 八王子市立みなみ野君田小学校 | 八王子市立七国中学校     |
| 七国二丁目 | 全域     | 八王子市立七国小学校         | 八王子市立七国中学校     |
| 七国三丁目 | 4〜30番  | 八王子市立七国小学校         | 八王子市立七国中学校     |
| 七国三丁目 | その他   | 八王子市立みなみ野君田小学校 | 八王子市立七国中学校     |
| 七国四丁目 | 1〜7番   | 八王子市立みなみ野小学校     | 八王子市立みなみ野中学校 |
| 七国四丁目 | その他   | 八王子市立七国小学校         | 八王子市立七国中学校     |
| 七国五丁目 | 14番以降 | 八王子市立七国小学校         | 八王子市立七国中学校     |
| 七国五丁目 | その他   | 八王子市立みなみ野小学校     | 八王子市立みなみ野中学校 |
| 七国六丁目 | 全域     | 八王子市立七国小学校         | 八王子市立七国中学校     |

## 交通

### 鉄道
七国1丁目をJR横浜線が通過している。

### バス
- 京王電鉄バス八王子営業所み04系統（みなみ野循環）
  - 八王子みなみ野駅 → みなみ野シティ中央（午前は西側のバス停、午後は東側のバス停）→ 八王子みなみ野駅（※深夜バス2便は閑道谷戸止まり）

### 道路
地内に一般国道・都道は通過していない。

## 施設
商業施設

### 教育
- 八王子市立七国中学校（七国六丁目）
- 八王子市立七国小学校（七国五丁目）

### 医療
- 小林内科クリニック
- 小児科 加藤醫院
- ななくに整形外科
- ななくに歯科
- ノア動物病院 八王子病院